# Trichonemasomatidae
Trichonemasomatidae é uma família de milípedes pertencente à ordem Julida.
Género:
- Trichonemasoma Mauries & Vicente de 1977